# NGC 2849
NGC 2849 je otvoreni skup u zviježđu Jedru.

## Vanjske poveznice
- SEDS: NGC 2849